# Шорна акула плямиста
Шорна акула плямиста (Brachaelurus waddi) — єдиний вид роду Brachaelurus родини Шорні акули. Інша назва — «сліпа акула».

## Опис
Загальна довжина сягає 1,22 м, середня — до 1 м. Голова велика, трохи плеската, досягає в довжину 20 % всієї довжини тіла риби. Очі невеликі з м'ясистим віками-складками, за ними розташовані великі бризкальця. У ніздрів є канавки і м'ясисті вусики. Має 5 пар невеликих зябрових щілин. На верхній щелепі є 32-34 рядків зубів, на нижній — 21-29. Зуби мають шилоподібну форму. Тулуб тонкий, довгий. Має 2 однакових спинних плавця. Обидва спинні плавці ближчі до хвостової частини. Хвостовий плавець вузький.
Забарвлення коричневих відтінків, з темними сідлоподібними плямами по спині і боках. Тут же є невеликі світлі цятки. Черево жовтувато-сіре, світліше верхньої частини тіла. З віком контрастність забарвлення зменшується, плями стають менш виразними.

## Спосіб життя
Тримається ділянок дна, де присутні рифи, скелясті і кам'янисті ґрунти, порослі водною рослинністю. Її глибинний ареал простягається від поверхні до 70 м, вкрай рідко трапляється на глибині до 140 м. Найчастіше їх можна зустріти на мілині, де вода лише покриває тіло акули. Активна вночі, воліючи вдень відпочивати в будь-якому донному укритті. Живиться ракоподібними, молюсками, морськими анемонами та дрібною донною рибою.
Вийнята з води акула закриває очі масивними шкірними складками, через що отримала прізвисько «сліпа».
Статева зрілість настає за розміру 60 см у віці 2-3 років. Це яйцеживородна акула. Самиця народжує 7-8 акуленят завдовжки 20 см.
М'ясо цих акул не цінується кулінарами, лише великий анальний плавець використовується для приготування делікатесного супу.
Тривалість життя 25 років.

## Розповсюдження
Мешкає в Тихому океані уздовж східного узбережжя Австралії від Квінсленду на півночі до Нового Південного Уельсу на півдні (від бухти Моретон на півдні річці Брисбен до бухти Джервіс на 200 км південніше Сіднея).